# وسکوویچه
وسکوویچه (به صربی: Veskoviće) یک منطقهٔ مسکونی در صربستان است که در سینیتسا واقع شده‌است. وسکوویچه ۱٫۷۰ کیلومتر مربع مساحت و ۵۰ نفر جمعیت دارد.